# Арсенал-Киевщина
«Арсена́л-Ки́евщина» (укр. «Арсенал-Київщина») — украинский футбольный клуб из Белой Церкви Киевской области.

## История
Основан в 2006 году под названием «Арсенал». Представлял Белоцерковскую мебельную фабрику. Первый матч на профессиональном уровне провёл 29 июля 2007 года. На выезде были обыграны львовские «Карпаты-2» 1:0. Автором первого гола в истории «Арсенала» в чемпионатах Украины стал Владимир Ордынский. В 2009 году после снятия с соревнований симферопольского «ИгроСервиса», который выступал в первой лиге, был назначен стыковой матч между двумя командами, занявшими в сезоне 2008/09 вторые места в группах второй лиги — «Арсеналом» и «Полтавой». Победив со счётом 1:0, «Арсенал» получил право выступать в сезоне 2009/10 в первой лиге Украины. В 2009—2012 годах выступал в первой лиге. В сезоне 2012/13 занял последнее место и понизился в классе. В последнем матче в первой лиге был разгромлен командой МФК «Николаев» 0:8 (самое крупное поражение в истории).
Сезон 2013/14 белоцерковцы начали во второй лиге. При этом клуб получил новое название «Арсенал-Киевщина». Возглавил обновленный коллектив Вадим Мандриевский. В команду пришла амбициозная, талантливая молодежь. Поэтому основной задачей на сезон было наигрывание состава. В результате «стрелки» финишировали на 15-м месте среди 19-ти команд.
В сезоне 2014/15 приняло участие всего лишь 10 команд. В экспериментальном формате турнира, белоцерковский клуб занял 9-е место.
Сезон 2015/16 «лучники» начали с новым наставником, бывшим игроком клуба Виталем Розгоном. Зимой из-за сложного финансового положения, клуб покинул ряд игроков, включая и главного тренера. В очередной раз команде помог её спортивный директор Николай Литвин. Были приглашены как молодые игроки, так и поигравшие на уровне свободные агенты. В результате команда начала демонстрировать хорошую игру. Но всё же «Арсенал-Киевщина» закончил свой сезон на предпоследнем месте.

## Выступления в первенстве и Кубке Украины
| Сезон   | Лига        | Поз | И  | В  | Н  | П  | З  | П  | О  | Кубок Украины |
| ------- | ----------- | --- | -- | -- | -- | -- | -- | -- | -- | ------------- |
| 2007/08 | Вторая лига | 7   | 30 | 13 | 7  | 10 | 28 | 31 | 46 |               |
| 2008/09 | Вторая лига | 2   | 32 | 21 | 4  | 7  | 51 | 31 | 67 | 1/32 финала   |
| 2009/10 | Первая лига | 9   | 34 | 12 | 10 | 12 | 48 | 44 | 46 | 1/32 финала   |
| 2010/11 | Первая лига | 9   | 34 | 15 | 6  | 13 | 42 | 43 | 51 | 1/16 финала   |
| 2011/12 | Первая лига | 4   | 34 | 18 | 8  | 8  | 51 | 39 | 62 | 1/16 финала   |
| 2012/13 | Первая лига | 18  | 34 | 5  | 5  | 24 | 26 | 76 | 20 | 1/32 финала   |
| 2013/14 | Вторая лига | 15  | 36 | 9  | 7  | 20 | 27 | 57 | 34 | 1/32 финала   |
| 2014/15 | Вторая лига | 9   | 27 | 6  | 2  | 19 | 14 | 40 | 20 | 1/32 финала   |
| 2015/16 | Вторая лига | 13  | 26 | 5  | 2  | 19 | 24 | 56 | 17 | 1/32 финала   |